# Arik Armstead
Arik Armstead (* 15. November 1993 in Sacramento, Kalifornien, Vereinigte Staaten) ist ein American-Football-Spieler in der National Football League (NFL) und spielt auf der Position des Defensive Ends. Er spielte College Football an der University of Oregon und anschließend neun Jahre lang für die San Francisco 49ers in der NFL. Seit 2024 spielt Armstead für die Jacksonville Jaguars.

## Frühe Jahre
Armstead besuchte die Pleasant Grove High School in Kalifornien. Er war ein Vier-Sterne-Rekrut bei 247sports.com. Im Januar 2012 verpflichtete ihn die University of Oregon, um College-Football zu spielen.

## College
Armstead spielte 13 Spiele als Neuling im Jahr 2012 und begann einmal als Starter. Er beendete das Jahr mit 26 Tackles und einem halben Sack. Im zweiten Jahr (2013), spielte Armstead in 9 Spielen und bekam 15 Tackles und 2,0 Sacks zugeschrieben. 2014 beendete er als Junior das Jahr mit 46 Tackles und 2,5 Sacks. Armstead gab nach seiner Juniorsaison offiziell bekannt, dass er am NFL Draft 2015 teilnimmt.

## NFL
Armstead wurde von den San Francisco 49ers in der ersten Runde als 17. Spieler des NFL Drafts 2015 ausgewählt. Armstead spielte in der Saison 2015 in 16 Spielen. Er kam am Ende der Saison auf 19 Tackles und 2 Sacks.
Am 8. November 2016 wurde Armstead aufgrund einer Schulterverletzung auf die Injured Reserve List platziert. Er beendete die Saison mit 15 Tackles und 2,5 Sacks in 8 Spielen.
Am 17. Oktober 2017 wurde Armstead auf die Injured Reserve gesetzt, nachdem er in Woche 6 eine gebrochene Hand erlitt. Er beendete die Saison mit 16 Tackles und 15 Sacks sowie einer Pass Deflection in 6 Spielen.
Am 30. April 2018 zogen die San Francisco 49ers die Option auf ein fünftes Jahr in Armsteads Vertrag. Am 16. März 2020 einigten sich Armstead und die San Francisco 49ers auf einen neuen Fünfjahresvertrag über 85 Millionen US-Dollar.
In den Spielzeiten 2019 und 2023 zog Armstead mit San Francisco jeweils in den Super Bowl ein. Sowohl im Super Bowl LIV als auch im Super Bowl LVIII unterlag er mit seinem Team allerdings den Kansas City Chiefs. Mit den 49ers erreichte er zudem in der Saison 2021 das NFC Championship Game, welches sie mit 17:20 gegen die Los Angeles Rams verloren. Armstead bestritt 116 Spiele für die 49ers, davon 97 als Starter. Er war von 2020 bis 2023 viermal in Folge für den Walter Payton Man of the Year Award nominiert. Am 13. März 2024 wurde Armstead von den 49ers entlassen.
Am 15. März 2024 unterschrieb Armstead einen Dreijahresvertrag im Wert von 51 Millionen US-Dollar bei den Jacksonville Jaguars.